# Campionato del mondo rally 2012

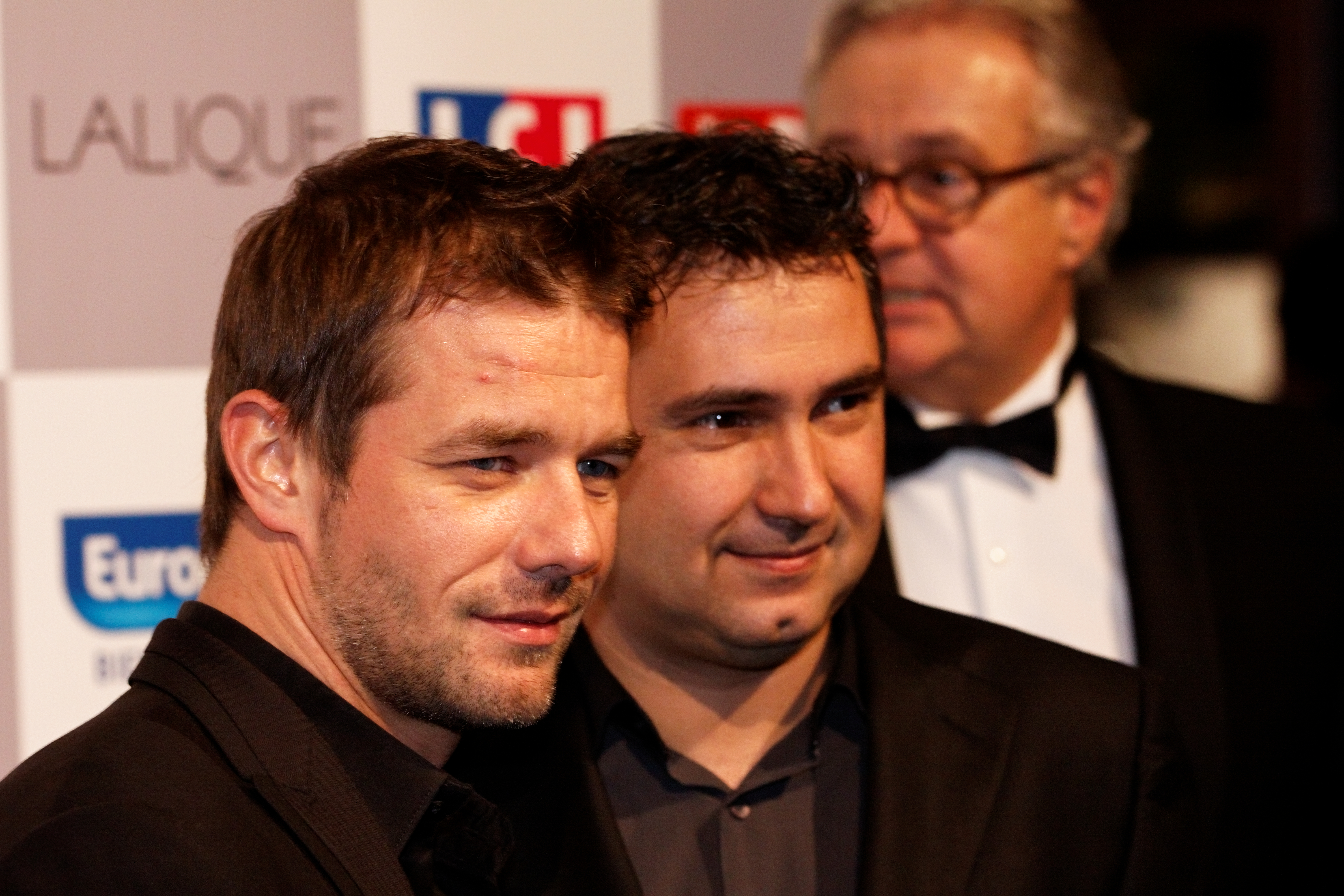
Il vincitore del campionato, Sébastien Loeb, insieme al suo navigatore, Daniel Elena.

Il campionato del mondo rally 2012 è la 40ª edizione del Campionato del mondo Rally. La stagione, che si è svolta dal 17 gennaio all'11 novembre, ha previsto 13 prove in altrettanti Paesi.
Il titolo piloti è stato vinto per la nona volta consecutiva da Sébastien Loeb sulla DS3 WRC del Citroën Total World Rally Team, scuderia che si è affermata nella classifica costruttori.

## Calendario
Il calendario è stato annunciato in una riunione del FIA World Motor Sport Council a Singapore il 26 settembre 2011. Si inizia con il Rally di Montecarlo e si chiude con il Rally di Catalogna.
| Tappa | Data               | Rally                             | Sede Rally       | Superficie       | Validità              | Resoconto |
| ----- | ------------------ | --------------------------------- | ---------------- | ---------------- | --------------------- | --------- |
| 1     | 17–22 gennaio      | Rallye Automobile Monte-Carlo     | Monte Carlo      | Asfalto          | SWRC/PWRC             | Resoconto |
| 2     | 9–12 febbraio      | Rally di Svezia                   | Karlstad         | Neve             | SWRC                  | Resoconto |
| 3     | 8–11 marzo         | Rally Guanajuato del Messico      | León             | Sterrato         | PWRC                  | Resoconto |
| 4     | 29 marzo–1º aprile | Rally Vodafone del Portogallo     | Faro             | Sterrato         | SWRC/WRC Academy      | Resoconto |
| 5     | 27–29 aprile       | Rally d'Argentina                 | Villa Carlos Paz | Sterrato         | PWRC                  | Resoconto |
| 6     | 25–27 maggio       | Rally dell'Acropoli di Grecia     | Loutraki         | Sterrato         | PWRC/WRC Academy      | Resoconto |
| 7     | 22–24 giugno       | Rally Brother della Nuova Zelanda | Auckland         | Sterrato         | SWRC/PWRC             | Resoconto |
| 8     | 2–5 agosto         | Rally Neste Oil di Finlandia      | Jyväskylä        | Sterrato         | SWRC/WRC Academy      | Resoconto |
| 9     | 24–26 agosto       | Rally di Germania                 | Treviri          | Asfalto          | PWRC/WRC Academy      | Resoconto |
| 10    | 13–16 settembre    | Rally di Gran Bretagna            | Cardiff          | Sterrato         | SWRC/WRC Academy      | Resoconto |
| 11    | 4–7 ottobre        | Rally d'Alsazia                   | Strasburgo       | Asfalto          | SWRC/WRC Academy      | Resoconto |
| 12    | 18–21 ottobre      | Rally d'Italia                    | Olbia            | Sterrato         | PWRC                  | Resoconto |
| 13    | 8-11 novembre      | Rally di Catalogna                | Salou            | Asfalto/Sterrato | SWRC/PWRC/WRC Academy | Resoconto |

### Cambiamenti nel calendario
- Il Rally di Monte Carlo è rientrato nel calendario dopo tre stagioni nell'Intercontinental Rally Challenge.
- Il Rally della Nuova Zelanda rientra in alternanza al Rally d'Australia.
- Il Rally di Gran Bretagna è stato anticipato a settembre.
- Il Rally d'Italia è stato spostato in autunno, dalla sua abituale collocazione a maggio.
- Il Rally Abu Dhabi era stato previsto in sostituzione del Rally di Giordania, ma è stato omesso dal calendario finale.
- I piani per disputare il Rally Argentina 2012 su un formato "endurance" con tappe nella vicina Uruguay e Cile sono stati abbandonati in favore di un nuovo percorso che sarà caratterizzato da oltre 500 km di prove competitive per renderlo il più lungo rally nell'era moderna dello sport. la manifestazione conterrà anche la tappa più lunga del campionato, di 66 km, da El Durzano ad Ambul palco. Il percorso di gara esteso è stato promosso come il prototipo di un nuovo formato proposto dal presidente della FIA Jean Todt.

## Team e piloti

### Partecipanti WRC

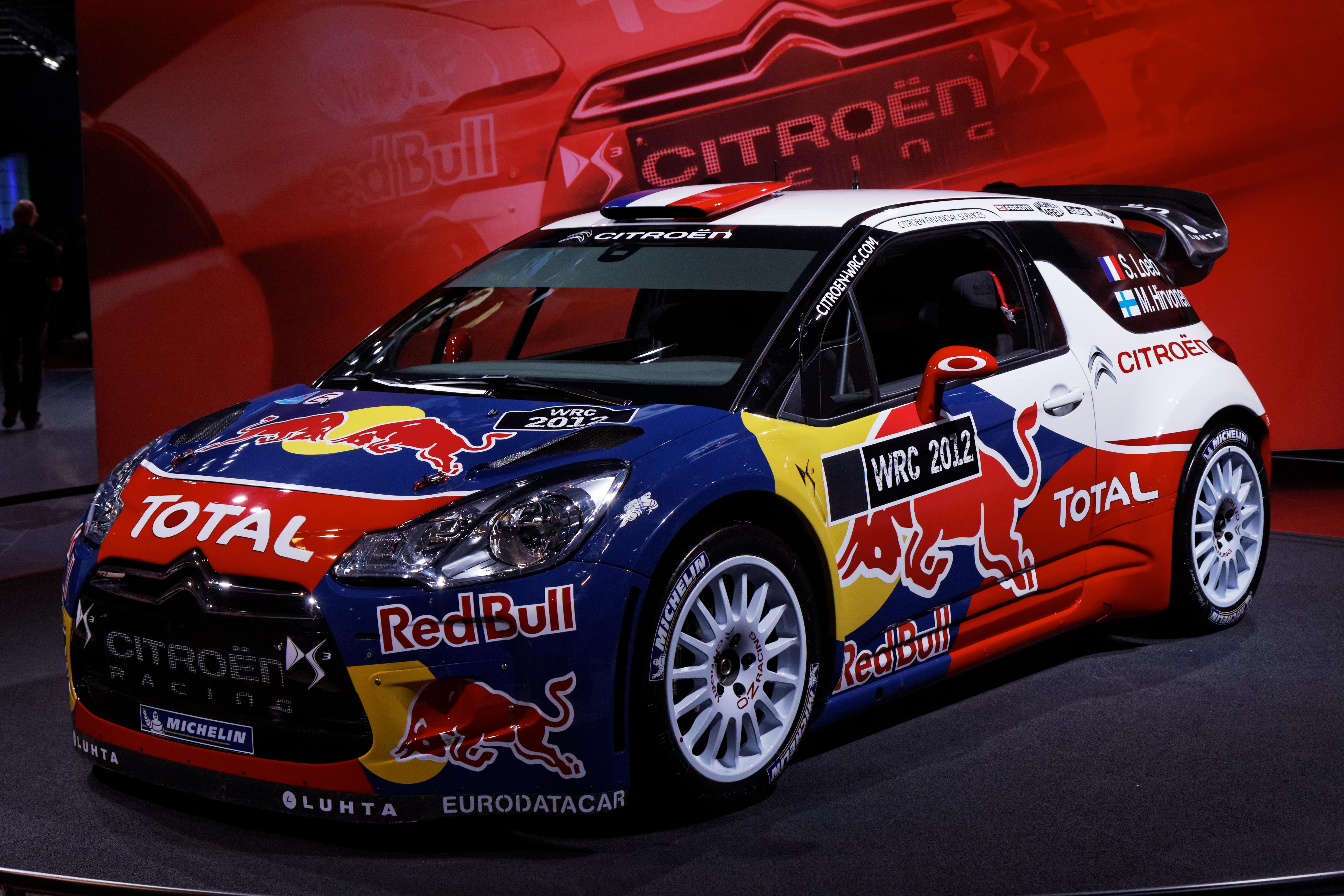
La Citroën DS3 WRC ufficiale 2012

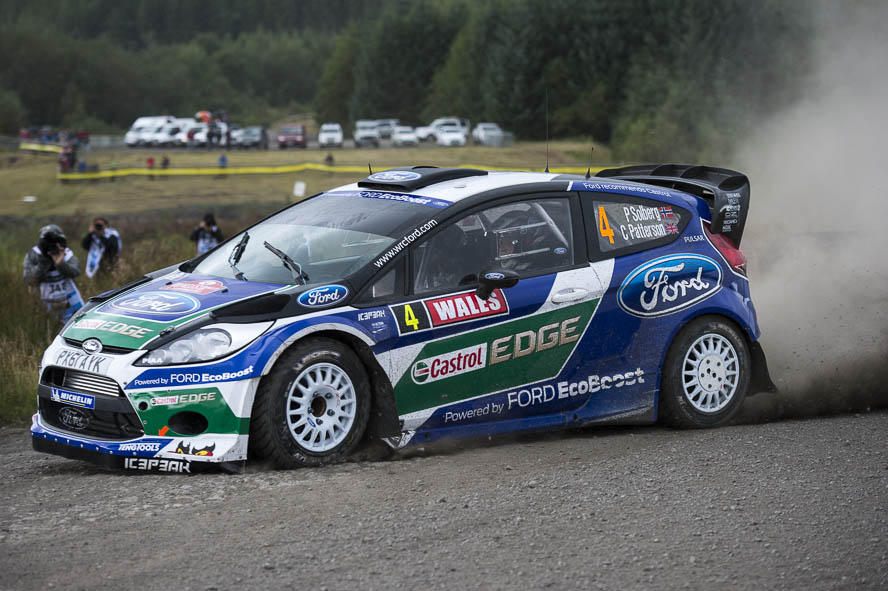
La Ford Fiesta RS WRC ufficiale al Rally di Gran Bretagna 2012

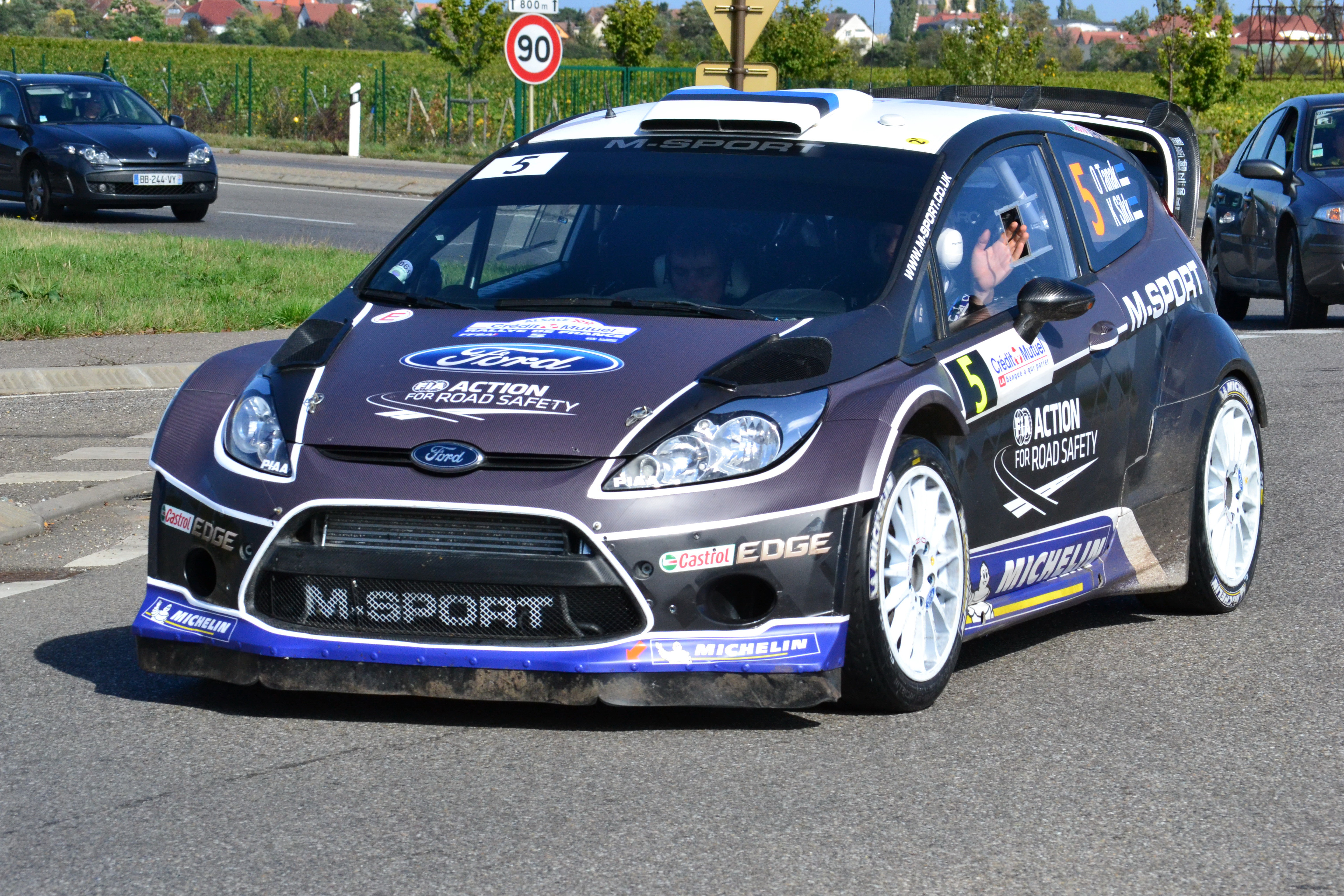
La Ford Fiesta RS WRC del team M-Sport al Rally di Francia 2012

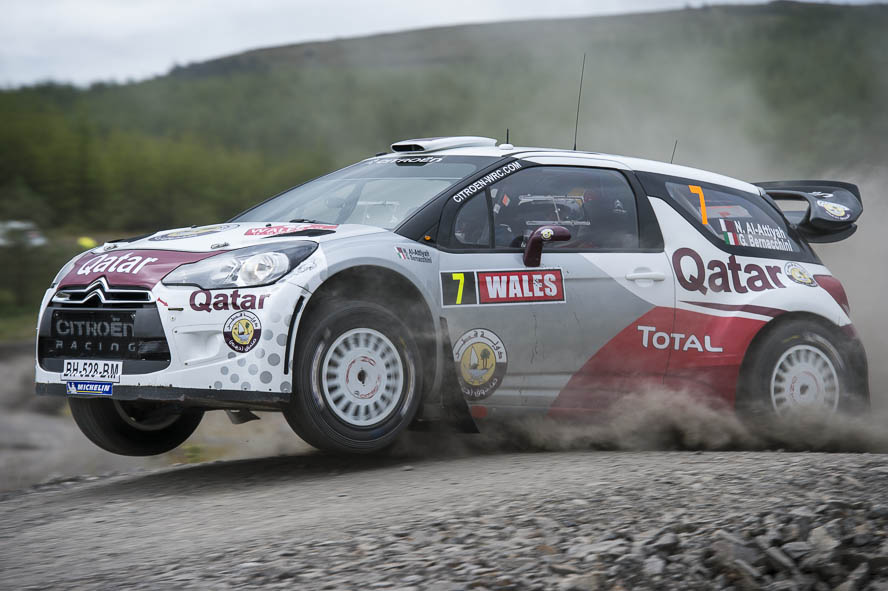
La Citroën DS3 WRC del Qatar World Rally Team al Rally di Gran Bretagna 2012

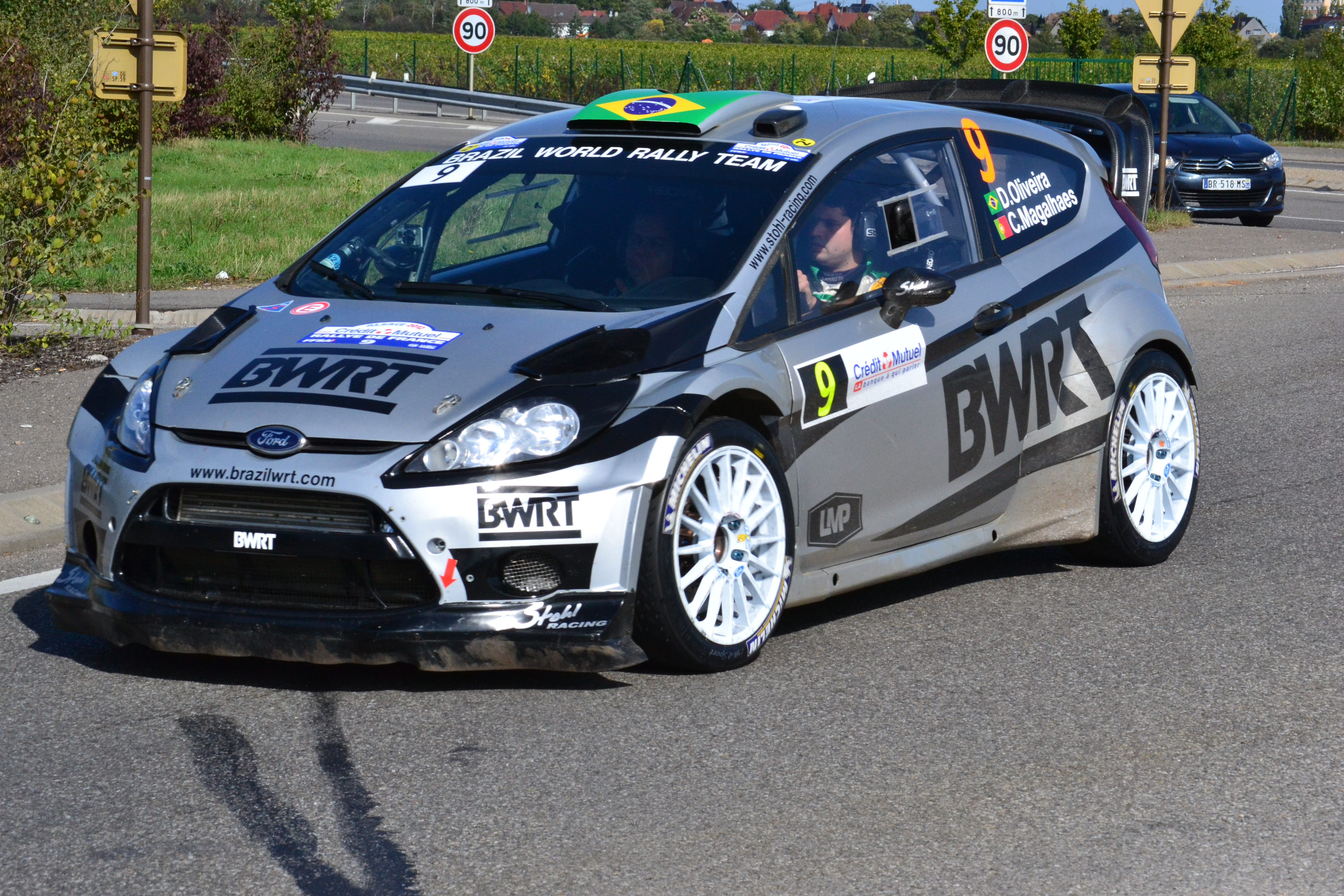
La Ford Fiesta RS WRC del Brazil World Rally Team al Rally di Francia 2012

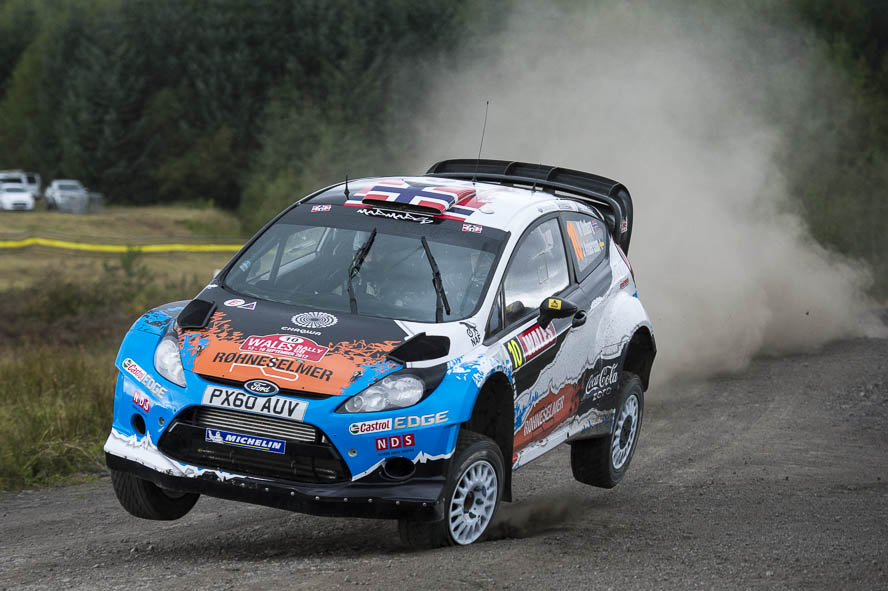
La Ford Fiesta RS WRC dell'Adapta World Rally Team al Rally di Gran Bretagna 2012

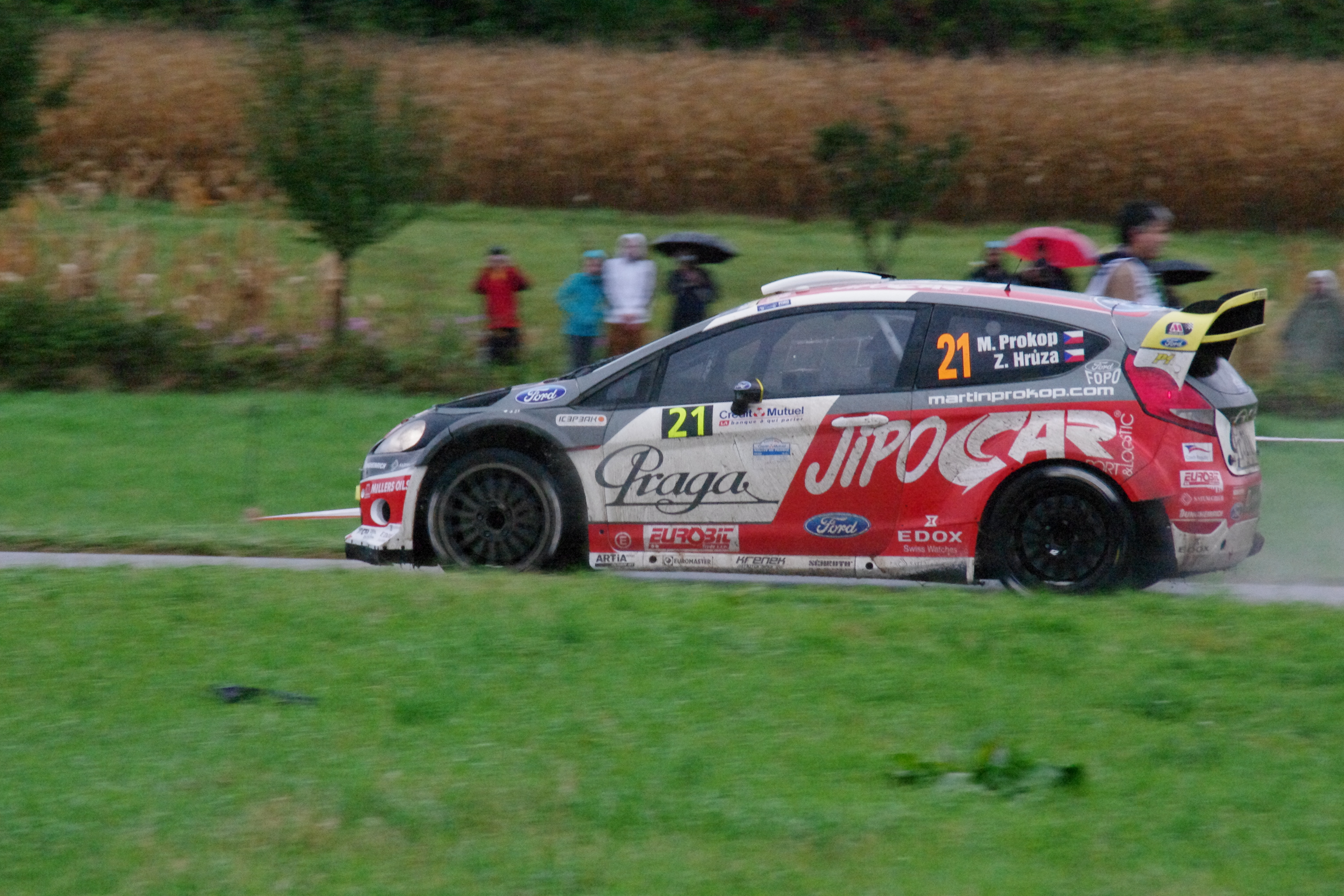
La Ford Fiesta RS WRC del Czech Ford National Team al Rally di Francia 2012

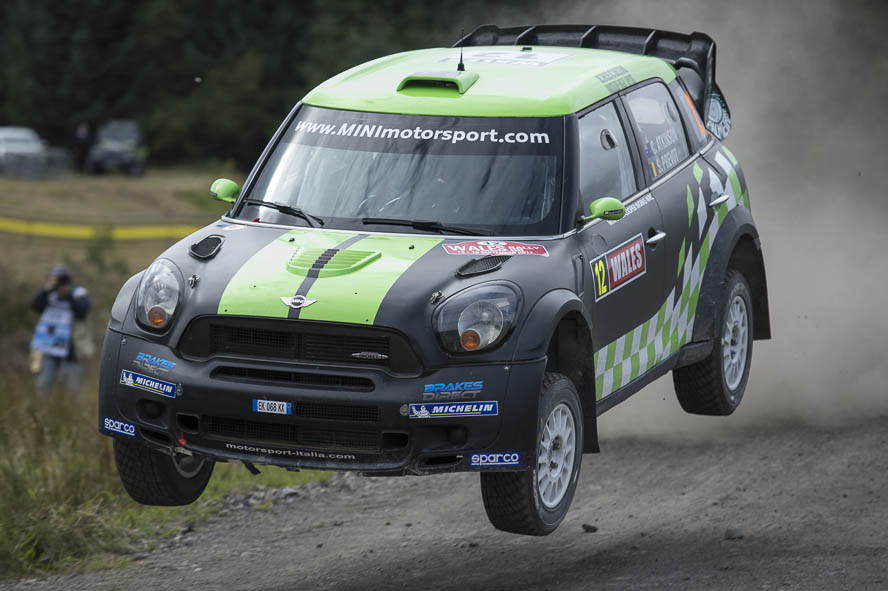
La Mini John Cooper Works WRC del WRC Team Mini Portugal al Rally di Gran Bretagna 2012

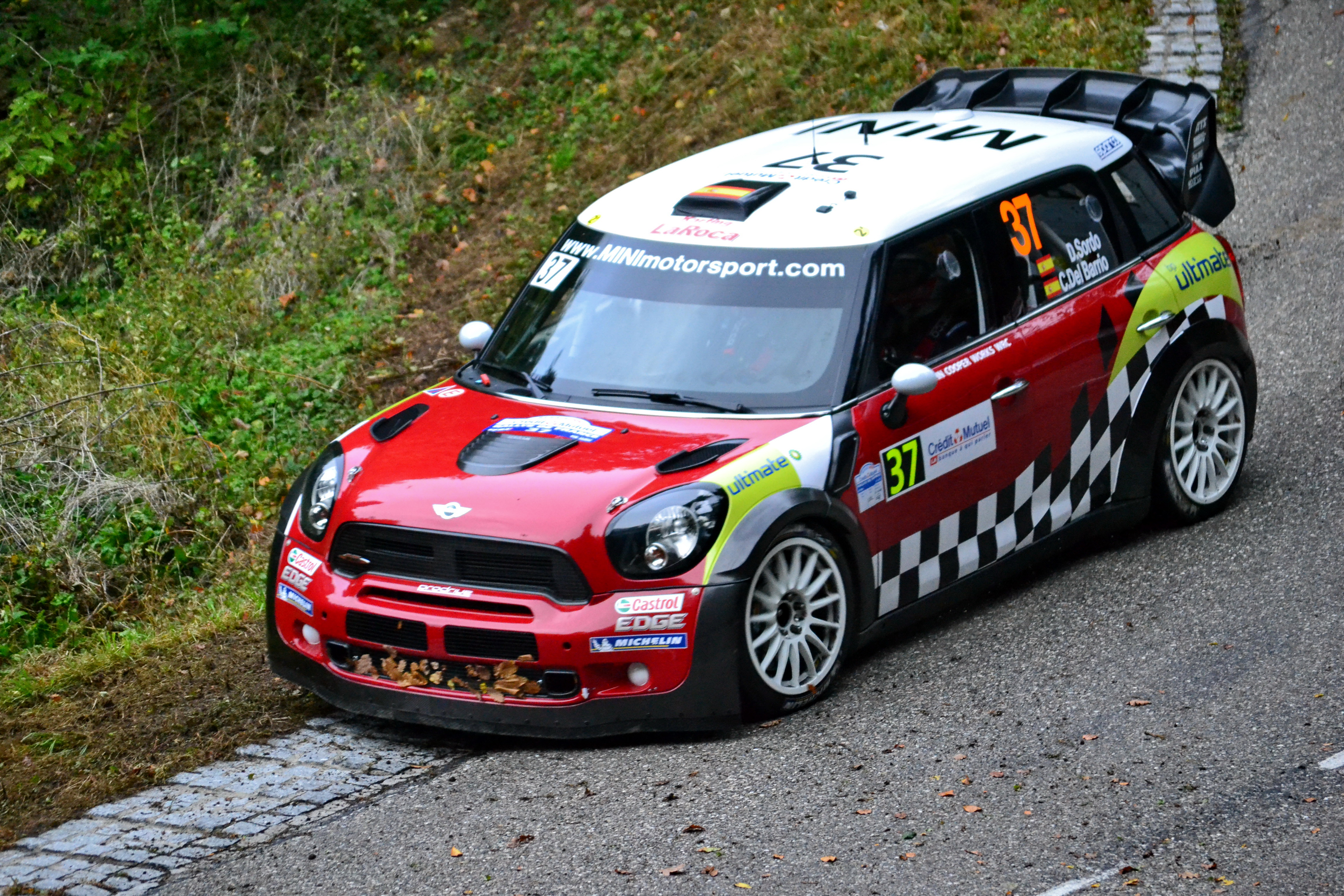
La Mini John Cooper Works WRC ufficiale al Rally di Francia 2012

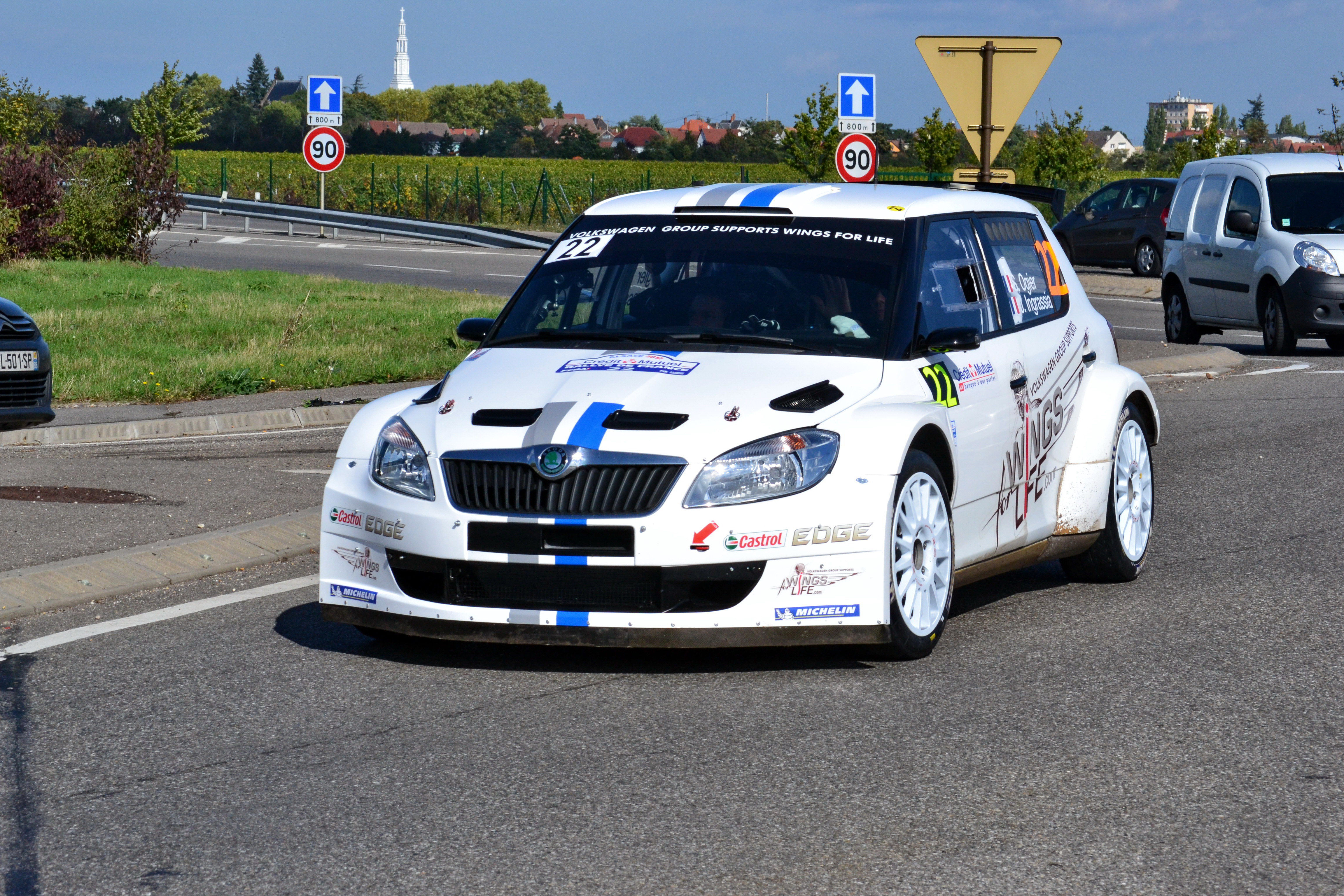
La Škoda Fabia S2000 del team Volkswagen Motorsport al Rally di Francia 2012

| Team costruttori                                   | Team costruttori | Team costruttori           | Team costruttori | Team costruttori         | Team costruttori     | Team costruttori   | Team costruttori |
| Team                                               | Costruttore      | Vettura                    | #                | Pilota                   | Co-pilota            | Rally              |                  |
| -------------------------------------------------- | ---------------- | -------------------------- | ---------------- | ------------------------ | -------------------- | ------------------ | ---------------- |
| Citroën Total World Rally Team                     | Citroën          | Citroën DS3 WRC            | 1                | Sébastien Loeb           | Daniel Elena         | Tutti              |                  |
| Citroën Total World Rally Team                     | Citroën          | Citroën DS3 WRC            | 2                | Mikko Hirvonen           | Jarmo Lehtinen       | Tutti              |                  |
| Qatar World Rally Team                             | Citroën          | Citroën DS3 WRC            | 7                | Nasser Al-Attiyah        | Giovanni Bernacchini | 2–6, 9–11          |                  |
| Qatar World Rally Team                             | Citroën          | Citroën DS3 WRC            | 7                | Thierry Neuville         | Nicolas Gilsoul      | 7, 12              |                  |
| Qatar World Rally Team                             | Citroën          | Citroën DS3 WRC            | 7                | Chris Atkinson           | Stéphane Prévot      | 8                  |                  |
| Qatar World Rally Team                             | Citroën          | Citroën DS3 WRC            | 7                | Hans Weijs Jr.           | Björn Degandt        | 13                 |                  |
| Citroën Junior World Rally Team                    | Citroën          | Citroën DS3 WRC            | 8                | Thierry Neuville         | Nicolas Gilsoul      | 1–6, 8–11, 13      |                  |
| Ford World Rally Team                              | Ford             | Ford Fiesta RS WRC         | 3                | Jari-Matti Latvala       | Mikka Anttila        | 1–4, 6–13          |                  |
| Ford World Rally Team                              | Ford             | Ford Fiesta RS WRC         | 3                | Daniel Sordo             | Carlos del Barrio    | 5                  |                  |
| Ford World Rally Team                              | Ford             | Ford Fiesta RS WRC         | 4                | Petter Solberg           | Chris Patterson      | Tutti              |                  |
| M-Sport Ford World Rally Team                      | Ford             | Ford Fiesta RS WRC         | 5                | Ott Tänak                | Kuldar Sikk          | Tutti              |                  |
| M-Sport Ford World Rally Team                      | Ford             | Ford Fiesta RS WRC         | 6                | Evgeny Novikov           | Denis Giraudet       | 1–8                |                  |
| M-Sport Ford World Rally Team                      | Ford             | Ford Fiesta RS WRC         | 6                | Evgeny Novikov           | Nicolas Klinger      | 9                  |                  |
| M-Sport Ford World Rally Team                      | Ford             | Ford Fiesta RS WRC         | 6                | Evgeny Novikov           | Ilka Minor           | 10–12              |                  |
| M-Sport Ford World Rally Team                      | Ford             | Ford Fiesta RS WRC         | 6                | John Powell              | Michael Fennell      | 13                 |                  |
| M-Sport Ford World Rally Team                      | Ford             | Ford Fiesta RS WRC         | 8                | François Delecour        | Dominique Savignoni  | 1                  |                  |
| M-Sport Ford World Rally Team                      | Ford             | Ford Fiesta RS WRC         | 8                | Michał Sołowow           | Maciek Baran         | 2                  |                  |
| M-Sport Ford World Rally Team                      | Ford             | Ford Fiesta RS WRC         | 15               | Matthew Wilson           | Scott Martin         | 10                 |                  |
| M-Sport Ford World Rally Team                      | Ford             | Ford Fiesta RS WRC         | 16               | Jannie Habig             | Robbie Durant        | 10                 |                  |
| M-Sport Ford World Rally Team                      | Ford             | Ford Fiesta RS WRC         | 18               | Dennis Kuipers           | Robin Buysmans       | 4                  |                  |
| Brazil World Rally Team                            | Ford             | Ford Fiesta RS WRC         | 9                | Daniel Oliveira          | Carlos Magalhães     | 4–6, 9, 11, 13     |                  |
| Brazil World Rally Team                            | Ford             | Ford Fiesta RS WRC         | 9                | Manfred Stohl            | Tina-Maria Monego    | 7                  |                  |
| Adapta World Rally Team                            | Ford             | Ford Fiesta RS WRC         | 10               | Mads Østberg             | Jonas Andersson      | 2–6, 8–13          |                  |
| Adapta World Rally Team                            | Ford             | Ford Fiesta RS WRC         | 64               | Eyvind Brynildsen        | Cato Menkerud        | 2                  |                  |
| Armindo Araújo World Rally Team                    | Mini             | Mini John Cooper Works WRC | 12               | Armindo Araújo           | Miguel Ramalho       | 1                  |                  |
| Palmeirinha Rally                                  | Mini             | Mini John Cooper Works WRC | 14               | Paulo Nobre              | Edu Paula            | 1                  |                  |
| WRC Team Mini Portugal                             | Mini             | Mini John Cooper Works WRC | 12               | Armindo Araújo           | Miguel Ramalho       | 2–8                |                  |
| WRC Team Mini Portugal                             | Mini             | Mini John Cooper Works WRC | 12               | Chris Atkinson           | Stéphane Prévot      | 9–10, 12           |                  |
| WRC Team Mini Portugal                             | Mini             | Mini John Cooper Works WRC | 12               | Chris Atkinson           | Glenn MacNeall       | 11, 13             |                  |
| WRC Team Mini Portugal                             | Mini             | Mini John Cooper Works WRC | 14               | Paulo Nobre              | Edu Paula            | 2–13               |                  |
| Mini WRC Team                                      | Mini             | Mini John Cooper Works WRC | 37               | Daniel Sordo             | Carlos del Barrio    | 1                  |                  |
| Mini WRC Team                                      | Mini             | Mini John Cooper Works WRC | 52               | Pierre Campana           | Sabrina De Castelli  | 1                  |                  |
| Ulteriori iscritti non registrati come costruttori |                  |                            |                  |                          |                      |                    |                  |
| Go Fast Energy World Rally Team                    | Ford             | Ford Fiesta RS WRC         | 9                | Matthew Wilson           | Scott Martin         | 1                  |                  |
| Go Fast Energy World Rally Team                    | Ford             | Ford Fiesta RS WRC         | 16               | Henning Solberg          | Ilka Minor           | 1–4, 6, 8          |                  |
| Autotek Motorsport                                 | Ford             | Ford Fiesta RS WRC         | 17               | Jari Ketomaa             | Mika Stenberg        | 2, 4, 7–8          |                  |
| Autotek Motorsport                                 | Ford             | Ford Fiesta RS WRC         | 21               | Martin Prokop            | Zdeněk Hrůza         | 5                  |                  |
| Autotek Motorsport                                 | Ford             | Ford Fiesta RS WRC         | 21               | Martin Prokop            | Michal Ernst         | 13                 |                  |
| Autotek Motorsport                                 | Ford             | Ford Fiesta RS WRC         | 22               | Evgeny Novikov           | Ilka Minor           | 13                 |                  |
| Autotek Motorsport                                 | Ford             | Ford Fiesta RS WRC         | 51               | Spyros Pavlides          | Nicolas Klinger      | 6                  |                  |
| M-Sport                                            | Ford             | Ford Fiesta RS WRC         | 18               | Matti Rantanen           | Mikko Lukka          | 8                  |                  |
| M-Sport                                            | Ford             | Ford Fiesta RS WRC         | 52               | Ricardo Triviño          | Àlex Haro            | 3                  |                  |
| AT Rally Team                                      | Ford             | Ford Fiesta RS WRC         | 19               | Sebastian Lindholm       | Timo Hantunen        | 8                  |                  |
| AT Rally Team                                      | Ford             | Ford Fiesta RS WRC         | 53               | Oleksiy Tamrazov         | Oleksandr Gorbyk     | 6                  |                  |
| Czech Ford National Team                           | Ford             | Ford Fiesta RS WRC         | 21               | Martin Prokop            | Zdeněk Hrůza         | 1–2, 4, 6, 8–11    |                  |
| Czech Ford National Team                           | Ford             | Ford Fiesta RS WRC         | 21               | Martin Prokop            | Zdeněk Hrůza         | 12                 |                  |
| Monster World Rally Team                           | Ford             | Ford Fiesta RS WRC         | 21               | Chris Atkinson           | Stéphane Prévot      | 3                  |                  |
| Monster World Rally Team                           | Ford             | Ford Fiesta RS WRC         | 43               | Ken Block                | Alex Gelsomino       | 3, 7–8             |                  |
| Team Emap Yacco                                    | Ford             | Ford Fiesta RS WRC         | 53               | Julien Maurin            | Olivier Ural         | 1                  |                  |
| Team Emap Yacco                                    | Ford             | Ford Fiesta RS WRC         | 53               | Julien Maurin            | Nicolas Klinger      | 11                 |                  |
| Van Merksteijn Motorsport                          | Citroën          | Citroën DS3 WRC            | 11               | Peter van Merksteijn Sr. | Eddy Chevaillier     | 1                  |                  |
| Van Merksteijn Motorsport                          | Citroën          | Citroën DS3 WRC            | 15               | Peter van Merksteijn Jr. | Eddy Chevaillier     | 2, 4, 9            |                  |
| Citroën Racing Technologies                        | Citroën          | Citroën DS3 WRC            | 24               | Luca Pedersoli           | Matteo Romano        | 12                 |                  |
| Collectif Equipe de France Rallye                  | Citroën          | Citroën DS3 WRC            | 52               | Sébastien Chardonnet     | Thibault de la Haye  | 11                 |                  |
| Prodrive                                           | Mini             | Mini John Cooper Works WRC | 19               | Richard Göransson        | Anders Fredriksson   | 2                  |                  |
| Prodrive                                           | Mini             | Mini John Cooper Works WRC | 52               | Eliseo Salazar           | Marc Martí           | 5                  |                  |
| Mini WRC Team/Prodrive WRC Team                    | Mini             | Mini John Cooper Works WRC | 23               | Jarkko Nikara            | Jarkko Kalliolepo    | 13                 |                  |
| Mini WRC Team/Prodrive WRC Team                    | Mini             | Mini John Cooper Works WRC | 37               | Dani Sordo               | Carlos del Barrio    | 2, 4, 7, 9, 11, 13 |                  |
| Mini WRC Team/Prodrive WRC Team                    | Mini             | Mini John Cooper Works WRC | 52               | Patrik Sandell           | Staffan Parmander    | 2                  |                  |
| Mini WRC Team/Prodrive WRC Team                    | Mini             | Mini John Cooper Works WRC | 52               | Patrik Sandell           | Maria Andersson      | 4                  |                  |
| Mini WRC Team/Prodrive WRC Team                    | Mini             | Mini John Cooper Works WRC | 68               | Yvan Muller              | Guy Leveneu          | 11                 |                  |
| Seashore Qatar Rally Team                          | Mini             | Mini John Cooper Works WRC | 24               | Abdulaziz Al-Kuwari      | Nicola Arena         | 6                  |                  |
| Seashore Qatar Rally Team                          | Mini             | Mini John Cooper Works WRC | 24               | Abdulaziz Al-Kuwari      | Killian Duffy        | 13                 |                  |
| TOK Sport                                          | Mini             | Mini John Cooper Works WRC | 53               | Riku Tahko               | Markus Soininen      | 8                  |                  |
| Dumas Rallye Team                                  | Mini             | Mini John Cooper Works WRC | 69               | Romain Dumas             | Matthieu Baumel      | 11                 |                  |
| Volkswagen Motorsport                              | Škoda            | Škoda Fabia S2000          | 23               | Kevin Abbring            | Lara Vanneste        | 1                  |                  |
| Volkswagen Motorsport                              | Škoda            | Škoda Fabia S2000          | 23               | Kevin Abbring            | Frédéric Miclotte    | 3–4, 10            |                  |
| Volkswagen Motorsport                              | Škoda            | Škoda Fabia S2000          | 24               | Sepp Wiegand             | Timo Gottschalk      | 9                  |                  |
| Volkswagen Motorsport                              | Škoda            | Škoda Fabia S2000          | 25               | Sébastien Ogier          | Julien Ingrassia     | 1–6, 8–13          |                  |
| Volkswagen Motorsport                              | Škoda            | Škoda Fabia S2000          | 26               | Andreas Mikkelsen        | Ola Fløene           | 2, 5–6, 8–9, 11–13 |                  |

### Iscritti S-WRC

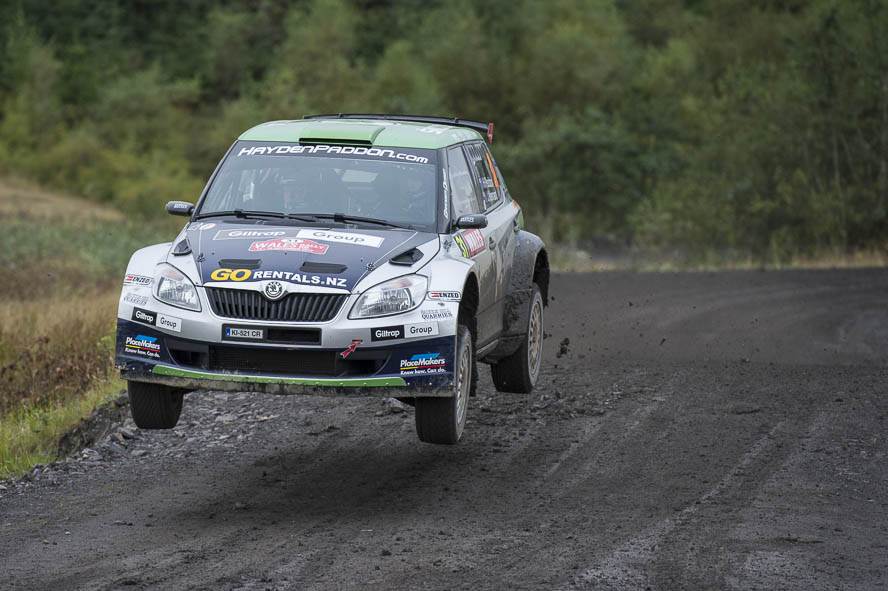
la Škoda Fabia S2000 di Hayden Paddon al Rally GB 2012

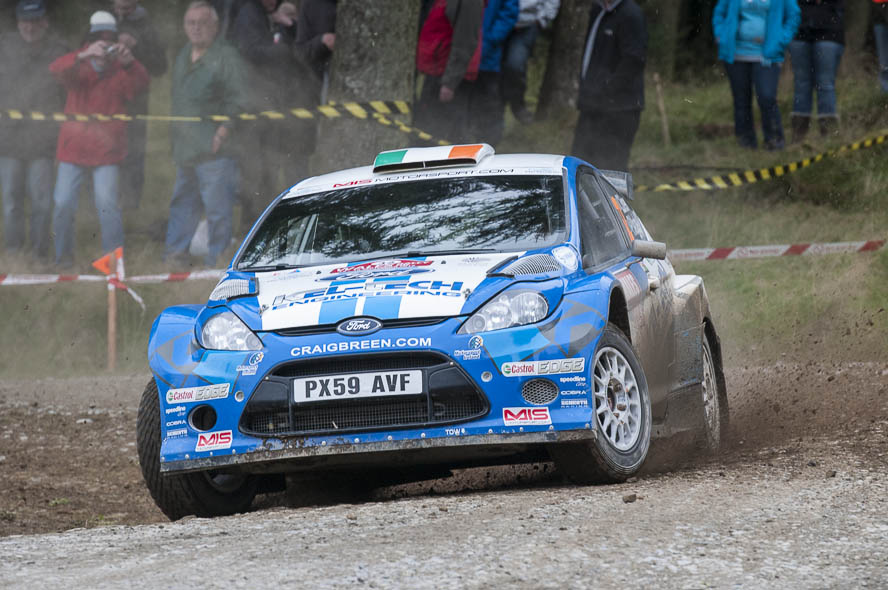
la Ford Fiesta S2000 di Craig Breen al Rally GB 2012

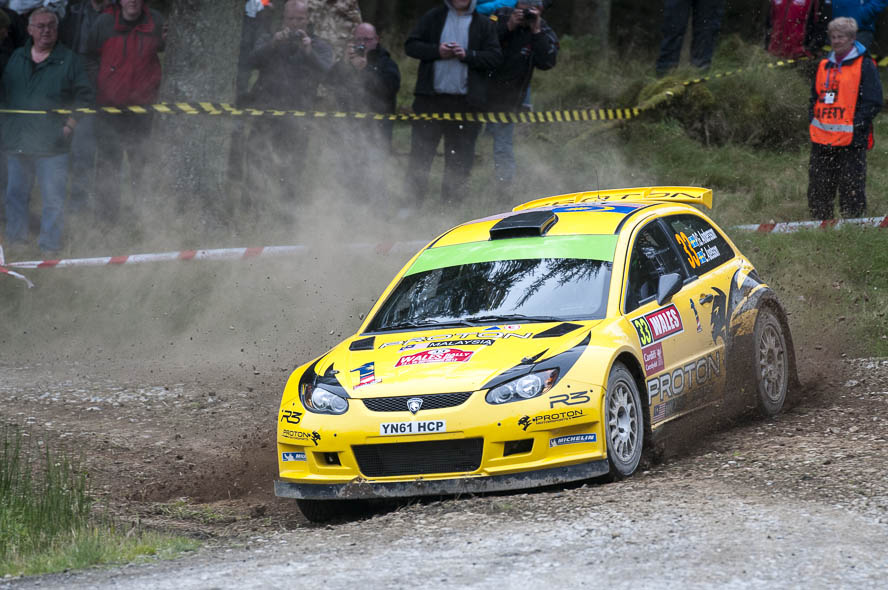
la Proton Satria Neo S2000 ufficiale al Rally GB 2012

| #  | Team                         | Pilota               | Co-pilota         | Vettura                        | Rally                |
| -- | ---------------------------- | -------------------- | ----------------- | ------------------------------ | -------------------- |
| 31 | ASM Motorsport               | Hayden Paddon        | John Kennard      | Škoda Fabia S2000              | 2, 4, 7              |
| 31 | Baumschlager Rallye & Racing | Hayden Paddon        | John Kennard      | Škoda Fabia S2000              | 8, 10–11, 13         |
| 32 | Craig Breen Rallying         | Craig Breen          | Gareth Roberts    | Ford Fiesta S2000              | 1–2, 4               |
| 32 | Craig Breen Rallying         | Craig Breen          | Paul Nagle        | Ford Fiesta S2000              | 8, 10–11, 13         |
| 33 | Proton Motorsports           | Per-Gunnar Andersson | Emil Axelsson     | Proton Satria Neo S2000        | 1–2, 7–8, 10–11, 13  |
| 34 | Proton Motorsports           | Giandomenico Basso   | Mitia Dotta       | Proton Satria Neo S2000        | 1                    |
| 34 | Proton Motorsports           | Alister McRae        | Bill Hayes        | Proton Satria Neo S2000        | 2, 7                 |
| 34 | Proton Motorsports           | Juha Salo            | Marko Salminen    | Proton Satria Neo S2000        | 8                    |
| 34 | Proton Motorsports           | Tom Cave             | Craig Parry       | Proton Satria Neo S2000        | 10                   |
| 34 | Proton Motorsports           | Andreas Aigner       | Detlef Ruf        | Proton Satria Neo S2000        | 11                   |
| 34 | Proton Motorsports           | Alastair Fisher      | Daniel Barritt    | Proton Satria Neo S2000        | 13                   |
| 35 | Castrol TRW Motointegrator   | Maciej Oleksowicz    | Andrej Obrebowski | Ford Fiesta S2000              | 2, 4, 7–8, 10–11, 13 |
| 36 | Yazeed Racing                | Yazeed Al Rajhi      | Michael Orr       | Ford Fiesta S2000              | 2, 4, 7–8, 10–11, 13 |
| 49 | Pontus Tidemand Racing       | Pontus Tidemand      | Jorgen Nordhagen  | Škoda Fabia S2000              | 2                    |
| 63 | Gundersen Motorsport         | Marius Aasen         | Veronica Engan    | Ford Fiesta S2000              | 2                    |
| 49 | Pedro Meireles               | Pedro Meireles       | Mário Castro      | Mitsubishi Lancer Evo X R4     | 4                    |
| 49 | Printsport                   | Esapekka Lappi       | Janne Ferm        | Ford Fiesta S2000              | 8                    |
| 49 | M-Sport                      | Alastair Fisher      | Daniel Barritt    | Ford Fiesta S2000              | 10                   |
| 49 | PCR Sport                    | Albert Llovera       | Diego Vallejo     | Fiat Abarth Grande Punto S2000 | 13                   |

### Iscritti P-WRC

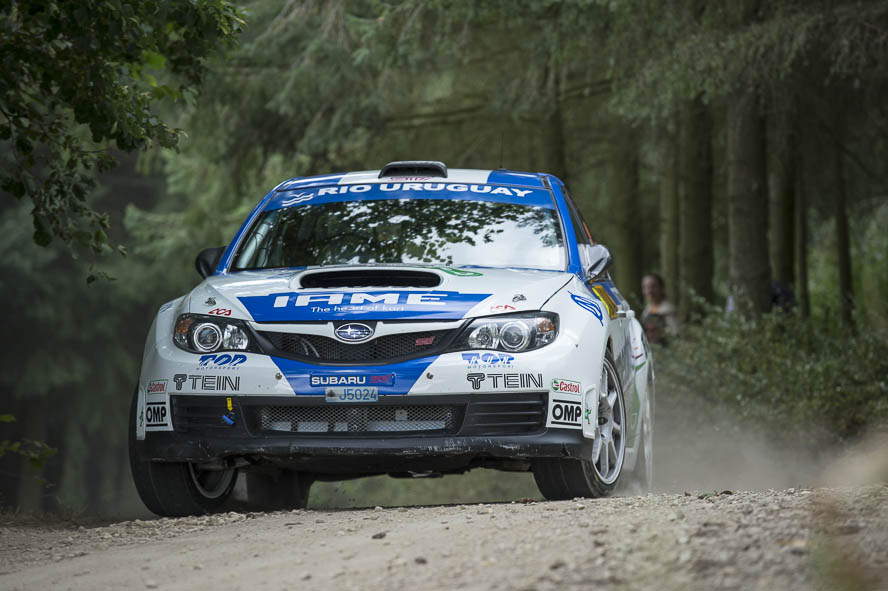
La Subaru Impreza WRX STI di Marcos Ligato al Rally di Germania 2012

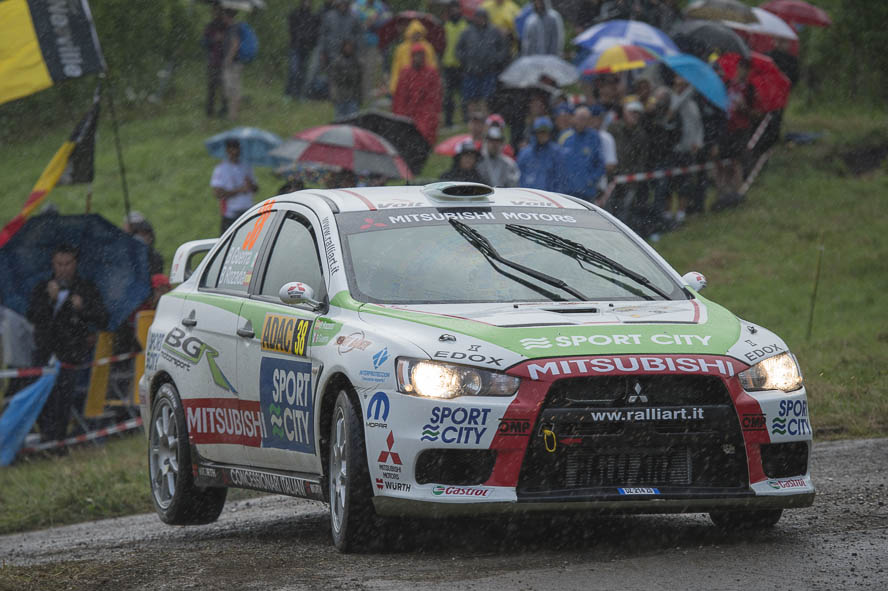
La Mitsubishi Lancer Evo X di Benito Guerra al Rally di Germania 2012

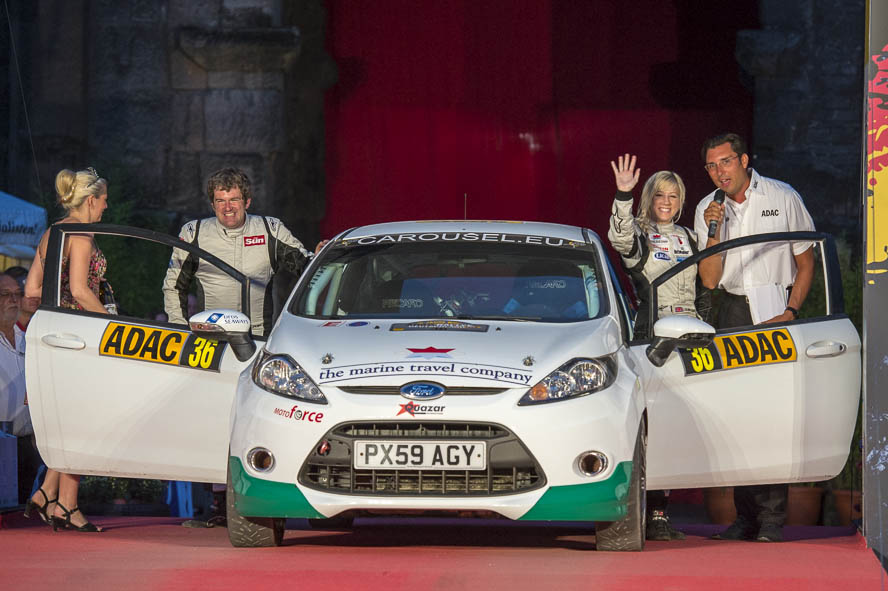
La Ford Fiesta R2 di Louise Cook al Rally di Germania 2012

| #   | Team                     | Pilota               | Co-pilota             | Vettura                  | Rally             |
| --- | ------------------------ | -------------------- | --------------------- | ------------------------ | ----------------- |
| 131 | Lotos Dynamic Rally Team | Michał Kościuszko    | Maciek Szczepaniak    | Mitsubishi Lancer Evo X  | 1, 3, 5, 9, 12–13 |
| 132 | FRT Rally                | Nicolás Fuchs        | Ruben Garcia          | Mitsubishi Lancer Evo X  | 1                 |
| 132 | FRT Rally                | Nicolás Fuchs        | Fernando Mussano      | Mitsubishi Lancer Evo X  | 3, 5              |
| 132 | FRT Rally                | Nicolás Fuchs        | Fernando Mussano      | Subaru Impreza WRX STI   | 6, 9, 12–13       |
| 133 | Top Run Motorsport       | Marcos Ligato        | Ruben Garcia          | Subaru Impreza WRX STI   | 5–7, 9, 12–13     |
| 134 | Miele Racing             | Lorenzo Bertelli     | Lorenzo Granai        | Mitsubishi Lancer Evo IX | 1, 5              |
| 134 | Miele Racing             | Lorenzo Bertelli     | Lorenzo Granai        | Subaru Impreza WRX STI   | 6–7, 12–13        |
| 136 | Rally Team GB            | Louise Cook          | Stefan Davis          | Ford Fiesta ST           | 1, 6–7, 12        |
| 136 | Rally Team GB            | Louise Cook          | Stefan Davis          | Ford Fiesta R2           | 9, 13             |
| 138 | Ralliart Italy           | Benito Guerra        | Borja Rozada          | Mitsubishi Lancer Evo X  | 3, 5–6, 9, 12–13  |
| 139 | Mentos Ascania Racing    | Valeriy Gorban       | Andriy Nikolaev       | Mitsubishi Lancer Evo IX | 5–7, 9, 12–13     |
| 141 | Mentos Ascania Racing    | Oleksiy Kikireshko   | Pavlo Cherepin        | Mitsubishi Lancer Evo IX | 5–7               |
| 141 | Mentos Ascania Racing    | Oleksiy Kikireshko   | Sergei Larens         | Mitsubishi Lancer Evo IX | 9, 12–13          |
| 140 | G.B. Motors              | Gianluca Linari      | Nicola Arena          | Subaru Impreza WRX STI   | 3, 5, 7           |
| 140 | G.B. Motors              | Gianluca Linari      | Monica Fortunato      | Subaru Impreza WRX STI   | 6                 |
| 140 | G.B. Motors              | Gianluca Linari      | Andrea Cecchi         | Subaru Impreza WRX STI   | 12–13             |
| 142 | Triviño World Rally Team | Ricardo Triviño      | Álex Haro             | Mitsubishi Lancer Evo X  | 5                 |
| 142 | Triviño World Rally Team | Ricardo Triviño      | Álex Haro             | Subaru Impreza WRX STI   | 6, 9, 12–13       |
| 142 | Triviño World Rally Team | Ricardo Triviño      | Álex Haro             | Mitsubishi Lancer Evo IX | 7                 |
| 144 | Ramona Rallying          | Ramona Karlsson      | Miriam Walfridsson    | Mitsubishi Lancer Evo X  | 3, 5, 7, 9, 12–13 |
| 145 | Bosowa Rally Team        | Subhan Aksa          | Hade Mboi             | Mitsubishi Lancer Evo X  | 5                 |
| 145 | Bosowa Rally Team        | Subhan Aksa          | Jeff Judd             | Mitsubishi Lancer Evo X  | 6–7, 9            |
| 145 | Bosowa Rally Team        | Subhan Aksa          | Nicola Arena          | Mitsubishi Lancer Evo X  | 12                |
| 145 | Bosowa Rally Team        | Subhan Aksa          | Bill Hayes            | Mitsubishi Lancer Evo X  | 13                |
| 49  | Salgado Rally Team       | Rodrigo Salgado      | Diodoro Salgado       | Mitsubishi Lancer Evo IX | 3                 |
| 49  | CRS Team                 | Ezequiel Campos      | Cristian Winkler      | Mitsubishi Lancer Evo X  | 5                 |
| 149 | RMC Motorsport           | Yeray Lemes          | Rogelio Peñate        | Mitsubishi Lancer Evo X  | 13                |
| 150 | Escuderia Gironella      | Josep María Membrado | Josep Ramón Ridolleda | Mitsubishi Lancer Evo X  | 13                |

### Iscritti WRC Academy

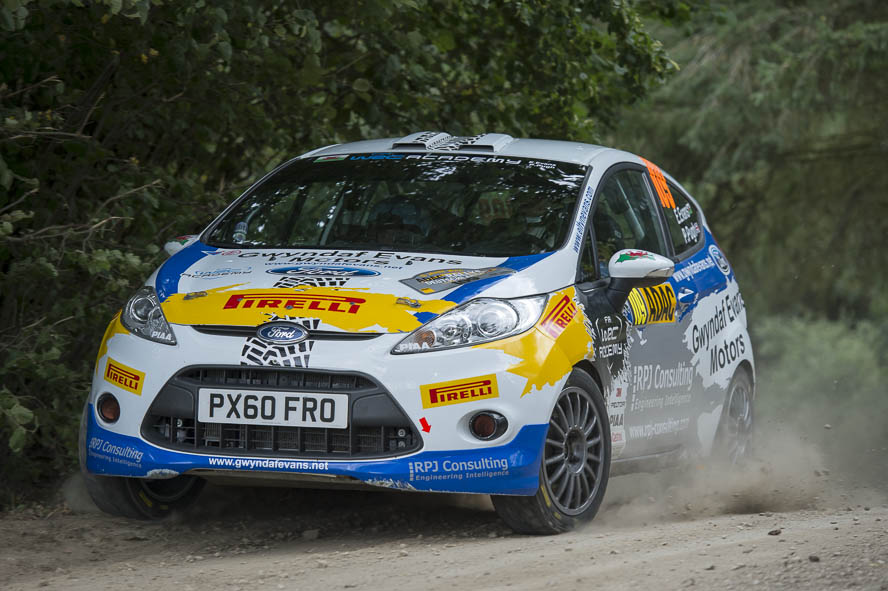
La Ford Fiesta R2 di Elfyn Evans al Rally di Germania 2012

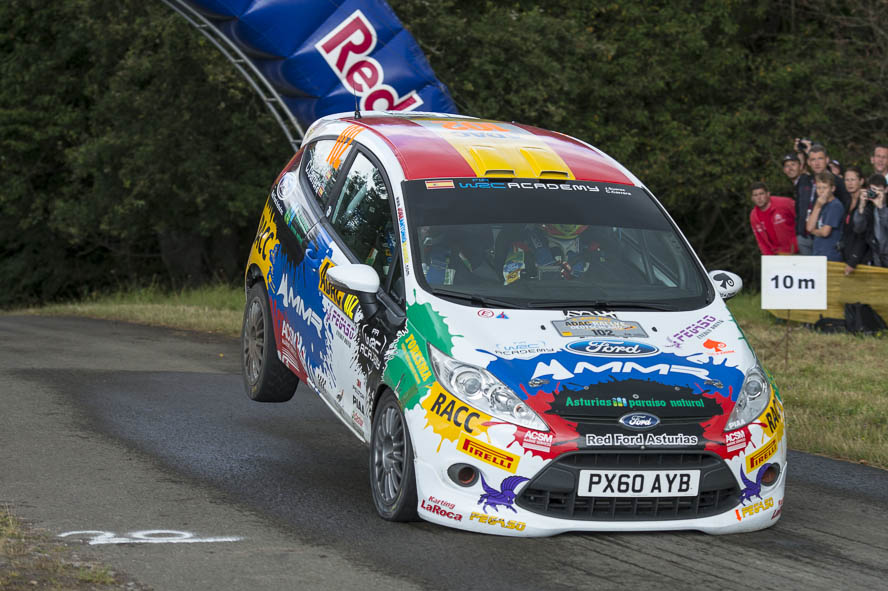
La Ford Fiesta R2 di José Suarez al Rally di Germania 2012

| #   | Pilota                | Co-pilota              | Vettura        | Rally             |
| --- | --------------------- | ---------------------- | -------------- | ----------------- |
| 101 | Christopher Duplessis | Karl Atkinson          | Ford Fiesta R2 | 4, 6              |
| 101 | Christopher Duplessis | Alexander Kihurani     | Ford Fiesta R2 | 8                 |
| 102 | José Suarez           | Cándido Carrera        | Ford Fiesta R2 | 4, 6, 8–9, 11, 13 |
| 103 | Alastair Fisher       | Daniel Barritt         | Ford Fiesta R2 | 4, 6, 8–9, 11     |
| 104 | Mark Donnelly         | Dai Roberts            | Ford Fiesta R2 | 4                 |
| 104 | Martin Koči           | Lukáš Zámečník         | Ford Fiesta R2 | 9                 |
| 105 | Pontus Tidemand       | Stig Rune Skjaermoen   | Ford Fiesta R2 | 4, 6, 8, 11, 13   |
| 105 | Pontus Tidemand       | Emil Axelsson          | Ford Fiesta R2 | 9                 |
| 106 | Brendan Reeves        | Rhianon Smyth          | Ford Fiesta R2 | 4, 6, 8–9, 11, 13 |
| 107 | Timo van der Marel    | Erwin Berkhof          | Ford Fiesta R2 | 4, 6, 8–9, 11, 13 |
| 108 | John MacCrone         | Stuart Loudon          | Ford Fiesta R2 | 4, 6, 8–9, 11, 13 |
| 109 | Elfyn Evans           | Andrew Edwards         | Ford Fiesta R2 | 4, 6              |
| 109 | Elfyn Evans           | Philip Pugh            | Ford Fiesta R2 | 8–9, 11           |
| 109 | Elfyn Evans           | Sebastian Marshall     | Ford Fiesta R2 | 13                |
| 110 | Yeray Lemes           | Rogelio Peñate         | Ford Fiesta R2 | 4                 |
| 110 | Aron Domzala          | Kacper Pietrusinski    | Ford Fiesta R2 | 13                |
| 111 | João Silva            | Jose Janela            | Ford Fiesta R2 | 4                 |
| 111 | João Silva            | Hugo Magalhaes         | Ford Fiesta R2 | 6, 8–9            |
| 113 | Ashley Haigh-Smith    | Craig Parry            | Ford Fiesta R2 | 4, 6, 8–9, 11     |
| 114 | Fredrik Ahlin         | Morten Erik Abrahamsen | Ford Fiesta R2 | 4, 6, 8–9, 11, 13 |

## Risultati e classifiche

### Risultati e statistiche
| Colore  | Superficie Rally |
| ------- | ---------------- |
| Oro     | Sterrato         |
| Argento | Asfalto          |
| Blu     | Neve/Ghiaccio    |
| Bronzo  | Superficie mista |

| 1  | Rally di Monte Carlo (17–22 gennaio) — Resoconto      | 1 | Sébastien Loeb     | Citroën DS3 WRC            | 4:32:39.9 | 18      | 433,36 km             | 82 | 54 |  |  |
| 1  | Rally di Monte Carlo (17–22 gennaio) — Resoconto      | 2 | Dani Sordo         | Mini John Cooper Works WRC | 4:35:25.4 | 18      | 433,36 km             | 82 | 54 |  |  |
| 1  | Rally di Monte Carlo (17–22 gennaio) — Resoconto      | 3 | Petter Solberg     | Ford Fiesta RS WRC         | 4:35:54.1 | 18      | 433,36 km             | 82 | 54 |  |  |
|    |                                                       |   |                    |                            |           |         |                       |    |    |  |  |
| 2  | Rally di Svezia (9–12 febbraio) — Resoconto           | 1 | Jari-Matti Latvala | Ford Fiesta RS WRC         | 3:18:28.3 | 24      | 349,16 km             | 50 | 42 |  |  |
| 2  | Rally di Svezia (9–12 febbraio) — Resoconto           | 2 | Mikko Hirvonen     | Citroën DS3 WRC            | 3:18:44.9 | 24      | 349,16 km             | 50 | 42 |  |  |
| 2  | Rally di Svezia (9–12 febbraio) — Resoconto           | 3 | Mads Østberg       | Ford Fiesta RS WRC         | 3:19:07.1 | 24      | 349,16 km             | 50 | 42 |  |  |
|    |                                                       |   |                    |                            |           |         |                       |    |    |  |  |
| 3  | Rally del Messico (8–11 marzo) — Resoconto            | 1 | Sébastien Loeb     | Citroën DS3 WRC            | 4:15:32.7 | (24) 22 | (408,5 km) 382,6 km   | 27 | 19 |  |  |
| 3  | Rally del Messico (8–11 marzo) — Resoconto            | 2 | Mikko Hirvonen     | Citroën DS3 WRC            | 4:16:15.1 | (24) 22 | (408,5 km) 382,6 km   | 27 | 19 |  |  |
| 3  | Rally del Messico (8–11 marzo) — Resoconto            | 3 | Petter Solberg     | Ford Fiesta RS WRC         | 4:17:44.1 | (24) 22 | (408,5 km) 382,6 km   | 27 | 19 |  |  |
|    |                                                       |   |                    |                            |           |         |                       |    |    |  |  |
| 4  | Rally del Portogallo (29 marzo–1º aprile) — Resoconto | 1 | Mads Østberg       | Ford Fiesta RS WRC         | 4:21:16.1 | 22      | 434,77 km             | 51 | 30 |  |  |
| 4  | Rally del Portogallo (29 marzo–1º aprile) — Resoconto | 2 | Evgenij Novikov    | Ford Fiesta RS WRC         | 4:22:49.3 | 22      | 434,77 km             | 51 | 30 |  |  |
| 4  | Rally del Portogallo (29 marzo–1º aprile) — Resoconto | 3 | Petter Solberg     | Ford Fiesta RS WRC         | 4:23:11.7 | 22      | 434,77 km             | 51 | 30 |  |  |
|    |                                                       |   |                    |                            |           |         |                       |    |    |  |  |
| 5  | Rally d'Argentina (27-29 aprile) — Resoconto          | 1 | Sébastien Loeb     | Citroën DS3 WRC            | 5:34:38.8 | 19      | 502,73 km             | 42 | 27 |  |  |
| 5  | Rally d'Argentina (27-29 aprile) — Resoconto          | 2 | Mikko Hirvonen     | Citroën DS3 WRC            | 5:34:54.0 | 19      | 502,73 km             | 42 | 27 |  |  |
| 5  | Rally d'Argentina (27-29 aprile) — Resoconto          | 3 | Mads Østberg       | Ford Fiesta RS WRC         | 5:37:49.2 | 19      | 502,73 km             | 42 | 27 |  |  |
|    |                                                       |   |                    |                            |           |         |                       |    |    |  |  |
| 6  | Rally dell'Acropoli (25-27 maggio) — Resoconto        | 1 | Sébastien Loeb     | Citroën DS3 WRC            | 4:42:03.3 | 22      | 409,47 km             | 54 | 32 |  |  |
| 6  | Rally dell'Acropoli (25-27 maggio) — Resoconto        | 2 | Mikko Hirvonen     | Citroën DS3 WRC            | 4:42:43.3 | 22      | 409,47 km             | 54 | 32 |  |  |
| 6  | Rally dell'Acropoli (25-27 maggio) — Resoconto        | 3 | Jari-Matti Latvala | Ford Fiesta RS WRC         | 4:45:08.1 | 22      | 409,47 km             | 54 | 32 |  |  |
|    |                                                       |   |                    |                            |           |         |                       |    |    |  |  |
| 7  | Rally della Nuova Zelanda (22–24 giugno) — Resoconto  | 1 | Sébastien Loeb     | Citroën DS3 WRC            | 4:04:51.2 | 22      | 413,94 km             | 41 | 35 |  |  |
| 7  | Rally della Nuova Zelanda (22–24 giugno) — Resoconto  | 2 | Mikko Hirvonen     | Citroën DS3 WRC            | 4:05:20.8 | 22      | 413,94 km             | 41 | 35 |  |  |
| 7  | Rally della Nuova Zelanda (22–24 giugno) — Resoconto  | 3 | Petter Solberg     | Ford Fiesta RS WRC         | 4:06:27.6 | 22      | 413,94 km             | 41 | 35 |  |  |
|    |                                                       |   |                    |                            |           |         |                       |    |    |  |  |
| 8  | Rally di Finlandia (2–4 agosto) — Resoconto           | 1 | Sébastien Loeb     | Citroën DS3 WRC            | 2:28:11.4 | 18      | 303,52 km             | 81 | 53 |  |  |
| 8  | Rally di Finlandia (2–4 agosto) — Resoconto           | 2 | Mikko Hirvonen     | Citroën DS3 WRC            | 2:28:17.5 | 18      | 303,52 km             | 81 | 53 |  |  |
| 8  | Rally di Finlandia (2–4 agosto) — Resoconto           | 3 | Jari-Matti Latvala | Ford Fiesta RS WRC         | 2:28:46.4 | 18      | 303,52 km             | 81 | 53 |  |  |
|    |                                                       |   |                    |                            |           |         |                       |    |    |  |  |
| 9  | Rally di Germania (24–26 agosto) — Resoconto          | 1 | Sébastien Loeb     | Citroën DS3 WRC            | 3:41:52.4 | 15      | 368,63 km             | 71 | 40 |  |  |
| 9  | Rally di Germania (24–26 agosto) — Resoconto          | 2 | Jari-Matti Latvala | Ford Fiesta RS WRC         | 3:43:52.5 | 15      | 368,63 km             | 71 | 40 |  |  |
| 9  | Rally di Germania (24–26 agosto) — Resoconto          | 3 | Mikko Hirvonen     | Citroën DS3 WRC            | 3:44:23.8 | 15      | 368,63 km             | 71 | 40 |  |  |
|    |                                                       |   |                    |                            |           |         |                       |    |    |  |  |
| 10 | Rally di Gran Bretagna (14–16 settembre) — Resoconto  | 1 | Jari-Matti Latvala | Ford Fiesta RS WRC         | 3:03:40.3 | 19      | 324,92 km             | 31 | 29 |  |  |
| 10 | Rally di Gran Bretagna (14–16 settembre) — Resoconto  | 2 | Sébastien Loeb     | Citroën DS3 WRC            | 3:04:08.1 | 19      | 324,92 km             | 31 | 29 |  |  |
| 10 | Rally di Gran Bretagna (14–16 settembre) — Resoconto  | 3 | Petter Solberg     | Ford Fiesta RS WRC         | 3:04:09.0 | 19      | 324,92 km             | 31 | 29 |  |  |
|    |                                                       |   |                    |                            |           |         |                       |    |    |  |  |
| 11 | Rally d'Alsazia (4–7 ottobre) — Resoconto             | 1 | Sébastien Loeb     | Citroën DS3 WRC            | 3:32:53.0 | (22) 21 | (404,14 km) 393,39 km | 69 | 45 |  |  |
| 11 | Rally d'Alsazia (4–7 ottobre) — Resoconto             | 2 | Jari-Matti Latvala | Ford Fiesta RS WRC         | 3:33:08.5 | (22) 21 | (404,14 km) 393,39 km | 69 | 45 |  |  |
| 11 | Rally d'Alsazia (4–7 ottobre) — Resoconto             | 3 | Mikko Hirvonen     | Citroën DS3 WRC            | 3:33:37.1 | (22) 21 | (404,14 km) 393,39 km | 69 | 45 |  |  |
|    |                                                       |   |                    |                            |           |         |                       |    |    |  |  |
| 12 | Rally di Sardegna (18–21 ottobre) — Resoconto         | 1 | Mikko Hirvonen     | Citroën DS3 WRC            | 3:23:54.9 | 16      | 305,80 km             | 41 | 32 |  |  |
| 12 | Rally di Sardegna (18–21 ottobre) — Resoconto         | 2 | Evgenij Novikov    | Ford Fiesta RS WRC         | 3:25:15.5 | 16      | 305,80 km             | 41 | 32 |  |  |
| 12 | Rally di Sardegna (18–21 ottobre) — Resoconto         | 3 | Ott Tänak          | Ford Fiesta RS WRC         | 3:26:16.0 | 16      | 305,80 km             | 41 | 32 |  |  |
|    |                                                       |   |                    |                            |           |         |                       |    |    |  |  |
| 13 | Rally di Catalogna (8–11 novembre) — Resoconto        | 1 | Sébastien Loeb     | Citroën DS3 WRC            | 4:14:29.1 | 18      | 405,46 km             | 70 | 52 |  |  |
| 13 | Rally di Catalogna (8–11 novembre) — Resoconto        | 2 | Jari-Matti Latvala | Ford Fiesta RS WRC         | 4:14:36.1 | 18      | 405,46 km             | 70 | 52 |  |  |
| 13 | Rally di Catalogna (8–11 novembre) — Resoconto        | 3 | Mikko Hirvonen     | Citroën DS3 WRC            | 4:16:15.9 | 18      | 405,46 km             | 70 | 52 |  |  |

### Classifiche

#### Classifica Piloti
| Pos | Pilota                   |     |     |     |      |     |     |     |     |     |     |     |      |     | Punti |
| --- | ------------------------ | --- | --- | --- | ---- | --- | --- | --- | --- | --- | --- | --- | ---- | --- | ----- |
| 1   | Sébastien Loeb           | 1 1 | 6 1 | 1 2 | Rit  | 1   | 1 1 | 1 3 | 1 3 | 1 1 | 2 2 | 1   | Rit  | 1 3 | 270   |
| 2   | Mikko Hirvonen           | 4 2 | 2   | 2   | SQ   | 2 2 | 2 3 | 2   | 2 1 | 3 2 | 5 1 | 3   | 1    | 3   | 213   |
| 3   | Jari-Matti Latvala       | Rit | 1 3 | Rit | 13 2 |     | 3 2 | 7 1 | 3   | 2   | 1 3 | 2   | 12 2 | 2 1 | 154   |
| 4   | Mads Østberg             |     | 3   | 4 3 | 1    | 3   | 4   |     | 5   | 4   | 4   | 5 3 | 4    | 4   | 149   |
| 5   | Petter Solberg           | 3   | 4 2 | 3 1 | 3    | 6 1 | Rit | 3 2 | 4 2 | 11  | 3   | 26  | 9 1  | 11  | 124   |
| 6   | Evgenij Novikov          | 5 3 | 5   | Rit | 2    | 8   | Rit | 4   | 36  | Rit | 6   | 7   | 2    | 10  | 88    |
| 7   | Thierry Neuville         | Rit | 12  | 13  | 8    | 5   | 6   | 5   | 16  | 12  | 7   | 4 2 | 19 3 | 12  | 53    |
| 8   | Ott Tänak                | 8   | Rit | 5   | 14 3 | 10  | 9   | Rit | 6   | Rit | Rit | 6 1 | 3    | Rit | 52    |
| 9   | Martin Prokop            | 9   | 9   |     | 5    | 4   | 5   |     | 9   | Rit | 9   | 9   | 8    | 13  | 46    |
| 10  | Sébastien Ogier          | Rit | 11  | 8   | 7    | 7   | 7   |     | 10  | 6   | 12  | 11  | 5    | Rit | 41    |
| 11  | Dani Sordo               | 2   | Rit |     | 11 1 | Rit |     | 6   |     | 9   |     | Rit |      | 9 2 | 35    |
| 12  | Nasser Al-Attiyah        |     | 21  | 6   | 4    | 9 3 | Rit |     |     | 8   | 10  | Rit |      |     | 28    |
| 13  | Chris Atkinson           |     |     | Rit |      |     |     |     | 39  | 5   | 11  | 8   | 6    | 7   | 28    |
| 14  | Andreas Mikkelsen        |     | 13  |     |      | Rit | Rit |     | 27  | 7 3 |     | 12  | 7    | 21  | 13    |
| 15  | Armindo Araújo           | 10  | 15  | 7   | 15   | Rit | 11  | 8   | 15  |     |     |     |      |     | 11    |
| 16  | Jarkko Nikara            |     |     |     |      |     |     |     | 13  |     |     |     |      | 5   | 10    |
| 17  | Craig Breen              | 14  | 16  |     | Rit  |     |     |     | Rit |     | 13  | 17  |      | 6   | 8     |
| 18  | François Delecour        | 6   |     |     |      |     |     |     |     |     |     |     |      |     | 8     |
| 19  | Dennis Kuipers           |     |     |     | 6    |     |     |     |     |     |     |     |      |     | 8     |
| 20  | Henning Solberg          | 13  | 7   |     |      |     |     |     |     |     |     |     |      |     | 6     |
| 21  | Pierre Campana           | 7   |     |     |      |     |     |     |     |     |     |     |      |     | 6     |
| 22  | Matti Rantanen           |     |     |     |      |     |     |     | 7   |     |     |     |      |     | 6     |
| 23  | Jari Ketomaa             |     | Rit |     | 9    |     |     | 11  | 8   |     |     |     |      |     | 6     |
| 24  | Per-Gunnar Andersson     | Rit | 14  |     |      |     |     | 23  | 11  |     | 24  | 24  |      | 8   | 4     |
| 25  | Matthew Wilson           | 11  |     |     |      |     |     |     |     |     | 8   |     |      |     | 4     |
| 26  | Yazeed Al-Rajhi          |     | 24  |     | Rit  |     | 8   | 28  | 17  | Rit | 16  | 18  |      | 15  | 4     |
| 27  | Patrik Sandell           |     | 8   |     | Rit  |     |     |     |     |     |     |     |      |     | 4     |
| 28  | Ken Block                |     |     | 9   |      |     |     | 9   | Rit |     |     |     |      |     | 4     |
| 29  | Abdulaziz Al-Kuwari      |     |     |     |      |     | 10  |     |     |     |     |     |      | 14  | 1     |
| 30  | Sébastien Chardonnet     | 19  |     |     | 25   |     | 28  |     | 33  | 15  | 19  | 10  |      |     | 1     |
| 31  | Ricardo Triviño          |     |     | 10  | 26   | Rit | 16  | 19  |     | 22  |     | 28  | 22   | 35  | 1     |
| 32  | Mathieu Arzeno           | Rit |     |     |      |     |     |     |     | 10  | 18  | Rit |      |     | 1     |
| 33  | Peter van Merksteijn Jr. |     | 19  |     | 10   |     |     |     |     | Rit |     |     |      |     | 1     |
| 34  | Eyvind Brynildsen        |     | 10  |     |      |     |     |     |     |     |     |     |      |     | 1     |
| 35  | Manfred Stohl            |     |     |     |      |     |     | 10  |     |     |     |     |      |     | 1     |
| 36  | Luca Pedersoli           |     |     |     |      |     |     |     |     |     |     |     | 10   |     | 1     |
| Pos | Pilota                   |     |     |     |      |     |     |     |     |     |     |     |      |     | Punti |

| Colore  | Risultato             |
| ------- | --------------------- |
| Oro     | Vincitore             |
| Argento | 2º posto              |
| Bronzo  | 3º posto              |
| Verde   | Finito a punti        |
| Blu     | Finito senza punti    |
| Viola   | Ritirato (Rit)        |
| Viola   | Non classificato (NC) |
| Rosso   | Non qualificato (NQ)  |
| Nero    | Squalificato (SQ)     |
| Bianco  | Non partito (NP)      |
| Bianco  | Non ha gareggiato     |
| Bianco  | Infortunato (INF)     |
| Bianco  | Escluso (ES)          |
| Bianco  | Gara cancellata (C)   |

Nota: 1 2 3 si riferiscono alle posizioni dei piloti nelle 'Power Stage', dove i punti bonus sono 3–2–1 per i tre piloti più veloci della tappa.

#### Classifica costruttori
| Pos | Costruttore                     | Numero vettura | MON | SWE | MEX | POR | ARG | GRE | NZL | FIN | GER | GBR | FRA | ITA | ESP | Punti |
| --- | ------------------------------- | -------------- | --- | --- | --- | --- | --- | --- | --- | --- | --- | --- | --- | --- | --- | ----- |
| 1   | Citroën Total World Rally Team  | 1              | 1   | 5   | 1   | Rit | 1   | 1   | 1   | 1   | 1   | 2   | 1   | Rit | 1   | 453   |
| 1   | Citroën Total World Rally Team  | 2              | 4   | 2   | 2   | SQ  | 2   | 2   | 2   | 2   | 3   | 5   | 3   | 1   | 3   | 453   |
| 2   | Ford World Rally Team           | 3              | Rit | 1   | Rit | 6   | Rit | 3   | 6   | 3   | 2   | 1   | 2   | 5   | 2   | 309   |
| 2   | Ford World Rally Team           | 4              | 3   | 3   | 3   | 2   | 5   | Rit | 3   | 4   | 6   | 3   | 8   | 4   | 5   | 309   |
| 3   | M-Sport Ford World Rally Team   | 5              | 7   | Rit | 5   | 7   | 8   | 5   | Rit | 6   | Rit | Rit | 6   | 3   | Rit | 170   |
| 3   | M-Sport Ford World Rally Team   | 6              | 5   | 4   | Rit | 1   | 6   | Rit | 4   | 8   | Rit | 6   | 7   | 2   | Rit | 170   |
| 4   | Adapta World Rally Team         | 10             |     |     | 4   |     | 3   |     |     | 5   | 4   | 4   | 5   |     | 4   | 83    |
| 5   | Citroën Junior World Rally Team | 8              |     |     | 7   | 4   | 4   | 4   |     | 7   | 7   | 7   | 4   |     |     | 72    |
| 6   | Qatar World Rally Team          | 7              |     | 6   | 6   | 3   | 7   | Rit | 5   | 9   | 5   | 8   | Rit | 6   | Rit | 71    |
| 7   | Brazil World Rally Team         | 9              |     |     |     | 5   | Rit | Rit | 7   |     | 8   |     | Rit |     | 6   | 28    |
| 8   | Mini WRC Team                   | 37             | 2   |     |     |     |     |     |     |     |     |     |     |     |     | 26    |
| 8   | Mini WRC Team                   | 52             | 6   |     |     |     |     |     |     |     |     |     |     |     |     | 26    |
| –   | Armindo Araújo World Rally Team | 12             | 8   |     |     |     |     |     |     |     |     |     |     |     |     | 0     |
| –   | Palmeirinha Rally               | 14             | 9   |     |     |     |     |     |     |     |     |     |     |     |     | 0     |
| Pos | Costruttore                     | Numero vettura | MON | SWE | MEX | POR | ARG | GRE | NZL | FIN | GER | GBR | FRA | ITA | ESP | Punti |

#### Classifica piloti S-WRC
| Pos | Pilota               | MON | SWE | POR | NZL | FIN | GBR | FRA | ESP | Punti |
| --- | -------------------- | --- | --- | --- | --- | --- | --- | --- | --- | ----- |
| 1   | Craig Breen          | 1   | 2   | Rit |     | Rit | 1   | 1   | 1   | 118   |
| 2   | Per-Gunnar Andersson | Rit | 1   |     | 2   | 1   | 6   | 3   | 2   | 109   |
| 3   | Yazeed Al-Rajhi      |     | 5   | Rit | 4   | 2   | 3   | 2   | 3   | 88    |
| 4   | Hayden Paddon        |     | 4   | 1   | 1   | Rit | 7   | Rit | 5   | 78    |
| 5   | Maciej Oleksowicz    |     | 6   | 2   | 3   | 4   | 4   | Rit | Rit | 65    |
| 6   | Alastair Fisher      |     |     |     |     |     | 5   |     | 4   | 22    |
| 7   | Tom Cave             |     |     |     |     |     | 2   |     |     | 18    |
| 8   | Pontus Tidemand      |     | 3   |     |     |     |     |     |     | 15    |
| 9   | Pedro Meireles       |     |     | 3   |     |     |     |     |     | 15    |
| 10  | Juha Salo            |     |     |     |     | 3   |     |     |     | 15    |
| 11  | Andreas Aigner       |     |     |     |     |     |     | 4   |     | 12    |
| 12  | Esapekka Lappi       |     |     |     |     | 5   |     |     |     | 10    |
| 13  | Alister McRae        |     | 7   |     | Rit |     |     |     |     | 6     |
| Pos | Pilota               | MON | SWE | POR | NZL | FIN | GBR | FRA | ESP | Punti |

| Colore  | Risultato             |
| ------- | --------------------- |
| Oro     | Vincitore             |
| Argento | 2º posto              |
| Bronzo  | 3º posto              |
| Verde   | Finito a punti        |
| Blu     | Finito senza punti    |
| Viola   | Ritirato (Rit)        |
| Viola   | Non classificato (NC) |
| Rosso   | Non qualificato (NQ)  |
| Nero    | Squalificato (SQ)     |
| Bianco  | Non partito (NP)      |
| Bianco  | Non ha gareggiato     |
| Bianco  | Infortunato (INF)     |
| Bianco  | Escluso (ES)          |
| Bianco  | Gara cancellata (C)   |

#### Classifica piloti P-WRC
| Pos | Pilota            | MON | MEX | ARG | GRE | NZL | GER | ITA | ESP | Punti |
| --- | ----------------- | --- | --- | --- | --- | --- | --- | --- | --- | ----- |
| 1   | Benito Guerra     |     | 1   | 1   | 4   |     | 2   | 8   | 1   | 109   |
| 2   | Marcos Ligato     |     |     | 4   | Rit | 1   | 3   | 2   | 2   | 88    |
| 3   | Valerij Horban'   |     |     | 3   | 1   | 4   | 7   | 3   | 4   | 85    |
| 4   | Michał Kościuszko | 1   | 3   | Rit |     |     | 1   | 6   | 6   | 81    |
| 5   | Subhan Aksa       |     |     | 7   | 2   | 2   | 6   | 4   | 3   | 77    |
| 6   | Nicolás Fuchs     |     | 2   | 2   | Rit |     | 5   | 1   | 9   | 73    |
| 7   | Ricardo Triviño   |     |     | Rit | 3   | 3   | 4   | 7   | 8   | 52    |
| 8   | Louise Cook       | 2   |     |     | 6   | 6   | Rit | 10  |     | 35    |
| 9   | Gianluca Linari   |     | 4   | 5   | Rit | 5   |     | 9   | 10  | 35    |
| 10  | Lorenzo Bertelli  | Rit |     | 8   | 5   | Rit |     | Rit | 5   | 24    |
| 11  | Oleksij Kikireško |     |     | Rit | Rit | Rit | Rit | 5   |     | 10    |
| 12  | Rodrigo Salgado   |     | 5   |     |     |     |     |     |     | 10    |
| 13  | Ramona Karlsson   |     | 6   | Rit | Rit | Rit | Rit |     |     | 8     |
| 14  | Ezequiel Campos   |     |     | 6   |     |     |     |     |     | 8     |
| 15  | Yeray Lemes       |     |     |     |     |     |     |     | 7   | 6     |
| Pos | Pilota            | MON | MEX | ARG | GRE | NZL | GER | ITA | ESP | Punti |

| Colore  | Risultato             |
| ------- | --------------------- |
| Oro     | Vincitore             |
| Argento | 2º posto              |
| Bronzo  | 3º posto              |
| Verde   | Finito a punti        |
| Blu     | Finito senza punti    |
| Viola   | Ritirato (Rit)        |
| Viola   | Non classificato (NC) |
| Rosso   | Non qualificato (NQ)  |
| Nero    | Squalificato (SQ)     |
| Bianco  | Non partito (NP)      |
| Bianco  | Non ha gareggiato     |
| Bianco  | Infortunato (INF)     |
| Bianco  | Escluso (ES)          |
| Bianco  | Gara cancellata (C)   |

#### Classifica piloti WRC Academy
| Pos | Pilota                | POR | GRE   | FIN | GER   | FRA   | ESP | Punti |
| --- | --------------------- | --- | ----- | --- | ----- | ----- | --- | ----- |
| 1   | Elfyn Evans           | 7   | 1 7   | 1 7 | 1 3   | 1 3   | 3 3 | 144   |
| 2   | José Antonio Suárez   | 5   | 5 1   | 4 1 | 2     | 2 4   | 1 1 | 100   |
| 3   | Pontus Tidemand       | 3 1 | Rit 1 | 2 6 | 6     | 6 2   | 2 7 | 84    |
| 4   | Brendan Reeves        | 2 2 | 3     | 3 2 | 5 1   | 4 1   | 6   | 84    |
| 5   | John MacCrone         | 9   | 4 1   | 5   | 3 2   | 3 2   | 4 2 | 73    |
| 6   | Alastair Fisher       | 1 3 | 2     | 9 1 | Rit 4 | Rit 1 |     | 54    |
| 7   | Timo van der Marel    | 4   | 7     | Rit | 4 1   | 7     | 5   | 47    |
| 8   | Fredrik Åhlin         | 6 3 | Rit   | Rit | Rit   | 5 1   | Rit | 22    |
| NC  | Christopher Duplessis | Rit | 6     | 6   |       |       |     | 16    |
| NC  | João Silva            | 8   | Rit   | 7   | NP    |       |     | 10    |
| NC  | Ashley Haigh-Smith    |     | Rit   | 8   | NP    |       |     | 4     |
| Pos | Pilota                | POR | GRE   | FIN | GER   | FRA   | ESP | Punti |

| Colore  | Risultato             |
| ------- | --------------------- |
| Oro     | Vincitore             |
| Argento | 2º posto              |
| Bronzo  | 3º posto              |
| Verde   | Finito a punti        |
| Blu     | Finito senza punti    |
| Viola   | Ritirato (Rit)        |
| Viola   | Non classificato (NC) |
| Rosso   | Non qualificato (NQ)  |
| Nero    | Squalificato (SQ)     |
| Bianco  | Non partito (NP)      |
| Bianco  | Non ha gareggiato     |
| Bianco  | Infortunato (INF)     |
| Bianco  | Escluso (ES)          |
| Bianco  | Gara cancellata (C)   |

Nota: 1, 2... si riferisce al numero di speciali vinte. Ogni speciale vinta dà un punto bonus.